# Problema di Wahba
Il problema di Wahba, originariamente formulato da Grace Wahba nel 1965, consiste nel determinare una matrice di rotazione (ovvero una matrice del gruppo ortogonale speciale) che meglio approssima la trasformazione fra due sistemi di coordinate a partire da due insiemi di osservazioni vettoriali. Un tipico esempio di applicazione consiste nel determinare l'assetto di un velivolo o satellite artificiale a partire da osservazioni ottenute da diversi sensori (che possono includere GNSS, giroscopio, magnetometro, accelerometro, etc.).
Tra le soluzioni al problema, vi sono il metodo q di Davenport, l'algoritmo QUEST, e diversi metodi basati sulla decomposizione ai valori singolari (SVD).
Il problema di Wahba è correlato al problema di Procuste ortogonale, con la differenza che quest'ultimo ammette come soluzioni matrici ortogonali che non rappresentano necessariamente rotazioni.

## Formulazione
La funzione costo ottimizzata nel problema di Wahba con {\displaystyle N\geq 2} osservazioni è
{\displaystyle J(\mathbf {R} )={\frac {1}{2}}\sum _{k=1}^{N}a_{k}\|\mathbf {w} _{k}-\mathbf {R} \mathbf {v} _{k}\|^{2}}
dove {\displaystyle \mathbf {w} _{k}} è il k-esimo vettore osservato nel sistema di coordinate di riferimento, {\displaystyle \mathbf {v} _{k}} è il k-esimo vettore osservato nel sistema di coordinate solidali, {\displaystyle \mathbf {R} } è una matrice di rotazione tra i due sistemi di coordinate, e {\displaystyle a_{k}} è un insieme di pesi.

## Soluzione tramite decomposizione ai valori singolari
È possibile risolvere il problema di Wahba tramite decomposizione ai valori singolari. Tale metodo è tuttavia usato meno comunemente rispetto ad altre soluzioni per via del suo costo computazionale. Definendo una matrice {\displaystyle \mathbf {B} } come
{\displaystyle \mathbf {B} =\sum _{i=1}^{n}a_{i}\mathbf {w} _{i}{\mathbf {v} _{i}}^{T}}
è possibile fattorizzare {\displaystyle B} nella sua decomposizione ai valori singolari
{\displaystyle \mathbf {B} =\mathbf {U} \mathbf {S} \mathbf {V} ^{T}}.
La soluzione al problema di Wahba si ottiene come
{\displaystyle \mathbf {R} =\mathbf {U} \mathbf {M} \mathbf {V} ^{T}}
dove
{\displaystyle \mathbf {M} ={\begin{bmatrix}1&0&0\\0&1&0\\0&0&\det(\mathbf {U} )\det(\mathbf {V} )\end{bmatrix}}}.